# Annarasumanara: A varázslat hangja
Az Annarasumanara: A varázslat hangja (RR: Annarasumanara) egy 2022-es dél-koreai streaming televíziós sorozat, amely Ha Il-kwon Annarasumanara című Naver webtoonja alapján készült. 

## Rövid tartalom
A varázslat hangja egy zenedráma, amely Yoon Ah-yi történetét meséli el. Ah-yi egy szegény középiskolás lány, aki a Sewoon Gimnáziumba jár. Mielőbb felnőtté akar válni, hogy megszabaduljon a rá nehezedő adósságok terhétől. Egy nap azonban váratlanul találkozik Ri Eullal, egy különös „bűvésszel”. Ri Eul egy elhagyatott vidámparkban él, és mindenkitől ugyanazt a kérdést teszi fel: „Hiszel a varázslatban?” A lány egyre többet látogatja a vidámparkot, hogy beszélhessen Ri Eullal és lássa a trükkjeit.
Ah-yi osztálytársa, Na Il-deung – egy zárkózott, gazdag diák – kezdetben távolságtartó, ám idővel ő is elkezd részt venni a bűvész varázslatos óráin. Egyre jobban érdekli Ri Eul, sőt idővel Ah-yi iránt is gyengéd érzelmeket kezd táplálni. Ah-yi élete közben lassan, de gyökeresen megváltozik: követni kezdi Ri Eult, újra hinni kezd a varázslatban – és elhatározza, hogy ezúttal igazán komolyan veszi az álmait.

## Epizódok
| N. | Cím |
| -- | --- |
| 1. | Do you... believe in magic? |
|    | Yoon Ah-yi, egy szegény sorsú iskolás lány, részmunkaidőben dolgozik, miközben csődbe ment apja távollétében egyedül gondoskodik a húgáról. Az iskolában megismerkedik Na Il-deunggal, az eminens diákkal, akit meglepetésre le is győz matematikából. Egy nap egy elhagyatott vidámparkban találkozik egy titokzatos bűvésszel, Ri Eullal, akiben új reményt talál — talán vele együtt eltűnhetnek a problémái is. |
| 2. | Dont let me dream any longer |
|    | Az iskolában Il-deung közeledni próbál Ah-yihoz, és randira hívja. Eközben kölcsöncápák jelennek meg Ah-yi otthonában, és követelik, hogy árulja el apja hollétét. Nem sokkal később Il-deung ismét felkeresi, ezúttal azonban egészen más szándékkal: azt javasolja, hogy Ah-yi szándékosan szerezzen kevesebb pontot a közelgő matematikavizsgán, hogy ő lehessen az iskola első számú tanulója – pénzjutalomért cserébe. |
| 3. | Merry-go-round |
|    | Ah-yi tanulni kezdi a bűvészetet Ri Eultól. Il-deung, akit egyre jobban foglalkoztat Ah-yi és a titokzatos bűvész kapcsolata, követi őt a mágikus órákra, és végül ő maga is találkozik Ri Eullal. Később egy online fórumon kiszivárog egy fénykép, amelyen Il-deung pénzt ad Ah-yi-nak – a kép gyorsan elterjed az iskolában, és osztálytársaik körében pletykák kelnek szárnyra. |
| 4. | Becoming an adult |
|    | Il-deung szülei és az iskola azt a látszatot keltik, mintha Il-deung csupán nagylelkűségből adott volna pénzt Ah-yi-nak. Eközben a rendőrség gyanakodni kezd Ri Eulra egy korábban eltűnt diák ügyében. Ri Eul lehetőséget ad Ah-yi-nak, hogy találkozzon fiatalkori önmagával – egy különös, mágikus élmény keretében. Időközben Baek Ha-na döbbenetes felvételekre bukkan, amelyeket egy rejtett kamerával rögzített Ri Eul szobájában. |
| 5. | Curse of asphalt |
|    | Miután megnézi a Ha-na által titokban készített felvételeket, Ah-yi továbbra is hisz Ri Eul ártatlanságában. Il-deung pedig elkezd komolyan elgondolkodni azon, mit is akar ő maga az élettől – nem pedig azt, amit a szülei várnak el tőle. Közben Ha-na titokban besurran a vidámparkba, ám Ri Eul elkapja. Menekülés közben Ha-na véletlenül megöli Bellát, a madarat, amitől Ri Eul majdnem elveszíti az önuralmát, és kis híján bántalmazza őt. A rendőrség megérkezik az iskolába, és kihallgatja Ah-yi-t a bűvésszel való kapcsolatáról. Eközben az áruházban dolgozó férfi – aki korábban már zaklatta Ah-yi-t – agresszívan visszatér. Il-deung otthon szidást kap a szüleitől, az iskolában pedig elveszíti a tekintélyét és az irányítást. |
| 6  | The last performance |
|    | A rendőrség megérkezik Ri Eul lakhelyére, és letartóztatja őt. Ah-yi és Il-deung ekkor szembesülnek Ri Eul múltjának valódi történetével. A nyomozás során azonban Ri Eul nyomtalanul eltűnik, mintha csak a levegőbe veszett volna. Később a rendőrség megtalálja a valódi elkövetőt azokban az ügyekben, amelyek miatt korábban Ri Eult gyanúsították. |